# Gunnar Myrdal
Karl Gunnar Myrdal, originalmente Pettersson (Skattungbyn, 6 de dezembro de 1898 - Danderyd, 17 de maio de 1987), foi um economista sueco da Escola de Estocolmo, além de sociólogo e político pelo Partido Social-Democrata.
Ele recebeu o Prémio de Ciências Económicas em Memória de Alfred Nobel em 1974. Myrdal foi professor de economia nacional na Universidade de Estocolmo 1933-1947 e de economia internacional na Universidade de Estocolmo 1960-1967, ministro do comércio 1945-1947 no governo de Erlander I e secretário executivo da Comissão Econômica da ONU para Europa 1947-1957.
A partir de 1924, Myrdal foi casado com Alva Myrdal.

## Biografia

### Infância
Myrdal era filho do construtor Carl Adolf Pettersson. Com o tempo, seu pai adquiriu uma visão cada vez mais conservadora da sociedade. No livro Barndom, do filho de Gunnar Myrdal, Jan Myrdal, diz-se que ele tinha uma orientação de extrema-direita. Enquanto crescia, a família morou em vários lugares, incluindo Estocolmo.

### Juventude
Durante o ensino médio, Myrdal leu as obras do político de direita e nacionalista Rudolf Kjellén. O pensamento geopolítico de Kjellén tornou-se uma das várias influências para sua posição política. Em 1919, ele conheceu sua parceira de vida - Alva Myrdal.

### Universidade
Gunnar Myrdal originalmente estudou direito e formou-se em 1923. Durante este tempo ele foi membro da Associação Nacional da Juventude
Ele então se mudou para estudar economia na Universidade de Estocolmo. Sua tese de doutorado de 1927, escrita sob a orientação de Gustav Cassel, intitulava-se "O problema da formação e da variabilidade dos preços". A tese é o ponto de partida para a chamada Escola de Estocolmo na pesquisa econômica. Na tese, Gunnar Myrdal examinou o papel das expectativas na formação de preços. Ele se baseou nas teorias de Knut Wicksell do processo cumulativo de dinheiro endógeno, enfatizando a importância da incerteza Knightiana e o papel das expectativas ex ante e ex post no processo econômico. As primeiras pesquisas de Myrdal lidavam em grande parte com as teorias que John Maynard Keynes mais tarde desenvolveu. 

### Início da carreira
Desde cedo, Myrdal se interessou pelas questões metodológicas das ciências sociais. Na obra histórica doutrinária "Ciência e política na economia nacional", de 1930, ele criticou o método dos economistas nacionais liberais de tirar conclusões políticas diretamente de suas análises científicas supostamente objetivas. Myrdal mais tarde desenvolveu sua própria visão do "problema da objetividade" das ciências sociais. Ele afirmou que é importante que o pesquisador relate explicitamente as premissas de valor que regem a investigação.

### Professor na Universidade de Estocolmo
Em 1933, Myrdal foi nomeado professor de economia na Universidade de Estocolmo. Myrdal veio a ser professor na Universidade de Estocolmo por quinze anos, até 1947. Na universidade, ele entrou em contato com Bertil Ohlin, professor de economia na Faculdade de Economia 1929-1965. Juntos, os dois vieram a fazer algumas das contribuições mais importantes para a Escola de Estocolmo. Tanto Myrdal quanto Ohlin foram posteriormente premiados com o  Prémio de Ciências Económicas em Memória de Alfred Nobel.

### Membro do Parlamento da Suécia
Durante sua vida Myrdal também foi politicamente ativo. Em 1934, foi eleito para o Parlamento da Suécia pelo Partido Social-Democrata. Ele trabalhou ativamente para moldar a política de habitação pública sueca junto com os principais políticos social-democratas. Ele defendeu a intervenção do governo para combater o desemprego da década de 1930. Ele também destacou - juntamente com sua esposa Alva Myrdal - a importância da igualdade de direitos para as mulheres.

### O trabalho nos EUA
Em 1938, ele iniciou um extenso estudo sobre a situação dos negros nos Estados Unidos com a ajuda da Carnegie Institution de Washington. O livro An American Dilemma de 1944 - talvez o mais significativo de Myrdal - tornou-se uma obra clássica sobre as relações raciais e passou a desempenhar um papel crucial no debate americano. Ele analisou a prática racista nos Estados Unidos que ele acreditava entrar em conflito com "The American Creed" - os ideais de liberdade, igualdade e justiça perante a lei. Esse era o "dilema americano" que, argumentava Myrdal, era, em última análise, de natureza moral.
Neste estudo, ele também emergiu como um "economista institucional". Myrdal queria estudar "instituições" não econômicas. Isso significou que ele trouxe para sua análise não apenas causalidades econômicas, mas também históricas, sociológicas, antropológicas, políticas e outras. Com isso, ele evoluiu de um economista puramente teórico para um cientista social interdisciplinar. Sua visão econômica básica foi e permaneceu também durante a última parte de sua vida influenciada por essa escola econômica mais sociologicamente orientada chamada institucionalismo, representada, entre outros, por John Kenneth Galbraith.
Ele também tinha um estilo de escrita de ciência popular convincente que tornou sua pesquisa conhecida - não apenas em contextos acadêmicos - mas também para um amplo público internacional. Seus escritos frequentemente tocavam em questões políticas mundiais. Muitas vezes ele enfatizou a importância dos conflitos sociais.
An American Dilemma também foi citado pela Suprema Corte dos EUA em sua decisão de 1954 em Brown v. Board of Education, que proibiu a segregação racial nas escolas públicas. Myrdal planejava fazer um estudo semelhante sobre desigualdade de gênero, mas não conseguiu financiamento para este projeto e nunca o concluiu.

### Voltando à Suécia
Durante a Segunda Guerra Mundial, Myrdal retornou de sua pesquisa nos EUA para a Suécia devido à crescente ameaça da Alemanha nazista. Ele trabalhou sem sucesso para a formação de um movimento de resistência sueco no caso de uma ocupação alemã. Ele também geralmente defendia uma postura sueca mais antinazista. Após não conseguir atingir todos seus objetivos, Myrdal retornou aos Estados Unidos para terminar sua pesquisa. Mais tarde publicou o livro: "América no meio do mundo", em 1943. Em 1944 publicou Warning for Peace Optimism, em que advertia que a guerra seria seguida de uma recessão internacional. O livro é geralmente mal interpretado como se referindo à Suécia, mas a previsão realmente dizia respeito ao desenvolvimento da economia americana. Ao mesmo tempo, inclui uma advertência sobre as contradições nacionais entre os Estados Unidos e a Inglaterra e entre essas duas potências e a União Soviética.

### Ministro do Comércio
Entre os anos 1945 e 1947, Gunnar Myrdal foi Ministro do Comércio no governo social-democrata Erlander I que foi formado após a Segunda Guerra Mundial. 
Depois disso, foi nomeado secretário-geral de uma organização regional recém-formada dentro da ONU, a Comissão Econômica da Europa, com sede em Genebra. Lá, ele trabalhou, entre outras coisas, para aconselhar governos europeus sobre política econômica após os estragos da Segunda Guerra Mundial. Ele ocupou o cargo de secretário-geral da ECE entre os anos de 1947 e 1957.

### Professor na Universidade de Estocolmo
Durante a última parte de sua vida, Myrdal esteve muito envolvido em pesquisas sobre problemas do Terceiro Mundo. Grande parte desse trabalho foi realizado durante seu tempo como professor (1960-1967) do Instituto de Estudos Econômicos Internacionais, que ele fundou, na Universidade de Estocolmo. Por um período, ele também fez pesquisas na Índia. No livro Rich and Poor Countries, 1957 e no extenso estudo Asian Drama, 1968, ele analisou as causas da pobreza mundial. Neste último trabalho, ele comparou o desenvolvimento político e social contemporâneo no Sudeste Asiático a um drama, com conflitos claramente discerníveis e um tema.
No Manifesto Político sobre a Pobreza Mundial (1970), ele tirou as conclusões políticas de sua pesquisa. Ele cunhou o conceito de "estado brando" sobre o problema da corrupção generalizada nos estados pobres do Sul. Ele criticou a grande desigualdade econômica no terceiro mundo (por exemplo, na Índia). Ao mesmo tempo, ele enfatizou a responsabilidade dos países ricos por uma ordem mundial radicalmente nova e justa. Myrdal defendia uma redistribuição econômica abrangente dos países ricos para os pobres.
Myrdal foi presidente do Comitê Sueco para o Vietnã 1968-1972. Ele também foi presidente do Instituto Internacional de Pesquisa para a Paz de Estocolmo (SIPRI) entre 1968 e 1973.
Durante a última parte de sua vida, ele também chamou a atenção para a importância das questões ambientais. Um exemplo é o livro Meio ambiente e crescimento econômico de 1976.
Uma antologia comentada postumamente publicada dos textos de Gunnar Myrdal, Vägvisare (1998), destaca a relevância contínua de seu pensamento científico e político.

## Pensamento econômico
The Political Element é uma compilação das palestras de Myrdal apresentadas na Universidade de Estocolmo. Ele nos dá o relato histórico da influência da política no desenvolvimento da teoria econômica e a relação entre elas. Myrdal acreditava que a economia só seria considerada uma verdadeira ciência quando o aspecto político fosse dissociado. Foi inicialmente escrito para criticar a geração mais velha de economistas suecos, como Eli Heckscher e Gustav Cassel, por combinar e confundir fatos e valores em suas teorias de “bem-estar máximo”, “nível de preços” e “renda nacional”. Mas mais tarde acabou sendo uma crítica geral da teoria econômica, onde ele enfatizou que a economia deveria ser objetiva e independente de valores. Ele escreveu que, embora os economistas afirmem ser científicos e objetivos, sua conclusão de suas análises sempre foi politicamente inclinada. The Political Element foi traduzido para o alemão em 1932 e para o inglês em 1953.

Gunnar Myrdal ficou inicialmente fascinado pelos modelos matemáticos abstratos que entraram em moda na década de 1920 e ajudou a fundar a Econometric Society em Londres. Mais tarde, porém, ele acusou o movimento de ignorar o problema da distribuição da riqueza em sua obsessão com o crescimento econômico, de usar estatísticas errôneas e substituir por letras gregas dados faltantes em suas fórmulas e de desrespeitar a lógica. Ele escreveu: 
"As correlações não são explicações e, além disso, podem ser tão espúrias quanto a alta correlação na Finlândia entre raposas mortas e divórcios"
O professor Myrdal foi um dos primeiros defensores das teses de John Maynard Keynes, embora sustentasse que a ideia básica de ajustar os orçamentos nacionais para desacelerar ou acelerar uma economia foi desenvolvida por ele e articulada em seu livro Monetary Economics, publicado em 1932, quatro anos antes da Teoria Geral do Emprego, do Juro e Moeda de Keynes.
William Barber define o trabalho de Myrdal na teoria monetária:
Se sua contribuição estivesse disponível para leitores de inglês antes de 1936, é interessante especular se a 'revolução' na teoria macroeconômica da década da depressão seria referida como 'myrdaliana' tanto quanto 'keynesiana'.
O economista G. L. S. Shackle reivindicou a importância da análise de Gunnar Myrdal pela qual poupança e investimento podem se ajustar ex ante um ao outro. No entanto, a referência à análise ex ante e ex post tornou-se tão comum na macroeconomia moderna que a posição de Keynes de não incluí-la em seu trabalho era atualmente considerada uma estranheza, se não um erro. Como Shackle colocou:
A linguagem ex ante mirdaliana teria evitado que a Teoria Geral descrevesse o fluxo de investimento e o fluxo de poupança como idênticos, iguais e dentro do mesmo discurso, tratando sua igualdade como uma condição que pode ou não ser cumprida.
Gunnar Myrdal também desenvolveu o conceito chave de causação cumulativa circular, uma abordagem multicausal onde as variáveis centrais e suas ligações são delineadas.
Em seus trabalhos sobre economia do desenvolvimento Myrdal alertou que o desenvolvimento econômico das nações ricas e o das nações pobres podem jamais convergir. Ao contrário, podem divergir, com os países pobres confinados à produção dos bens primários de menor valor agregado enquanto os países ricos continuam a usufruir dos lucros associados à economia de escala. 

## Contribuições para a filosofia
A influência científica de Gunnar Myrdal não se limitou à economia. Através da introdução ao Drama Asiático com o título "A trave em nossos olhos" (uma referência bíblica; cf. Mateus 7:1-2), ele introduziu a abordagem mencionada como relativismo científico de valores. Essa abordagem comportamental está intimamente ligada ao behaviorismo e é construída sobre a ideia de que o abismo lógico entre "é" e "deveria" é mais sofisticado do que apenas dividir premissas em categorias. Os artigos editados em "Value in Social Theory" sublinham a importância de Myrdal para a ciência política. Como a ciência política normalmente é considerada mais descritiva que a economia, pode-se ter a ideia de que Myrdal não deveria ter lidado sistematicamente com os valores aplicados à economia. Pelo contrário, Myrdal conectou a ciência social, a ciência política e a economia como praticante.
Myrdal publicou muitos trabalhos notáveis, tanto antes como depois do American Dilemma e, entre muitas outras contribuições para políticas sociais e públicas, fundou e presidiu o Stockholm International Peace Research Institute. Reconhecido internacionalmente como figura paterna da política social, contribuiu para o pensamento social-democrata em todo o mundo, em colaboração com amigos e colegas nas arenas política e acadêmica. A Suécia e a Grã-Bretanha estavam entre os pioneiros de um estado de bem-estar social e os livros de Myrdal (Beyond the Welfare State – New Haven, 1958) e Richard Titmuss (Essays on “The Welfare State” – Londres, 1958) sem surpresa exploram temas semelhantes. O conceito chave teórico de Myrdal "causação cumulativa circular" contribuiu para o desenvolvimento da moderna economia de não equilíbrio.

### Mundo do Bem-estar
Myrdal sugeriu que precisamos evoluir do estado de bem-estar social para o mundo do bem-estar, o que permitiria a redistribuição de renda e riqueza não apenas dentro de um país, mas também em escala global. Durante a era da Guerra Fria, em Além do Estado de Bem-Estar, ele propôs a ideia do mundo do bem-estar social para superar as limitações do Estado de bem-estar no Ocidente. As recomendações de Myrdal não foram aceitas por tecnocratas internacionais ou por países em desenvolvimento. No entanto, ele também considerou uma tarefa mais difícil estabelecer o mundo do bem-estar social do que um estado de bem-estar social.
Ele apontou as seguintes limitações para o estado de bem-estar:
- Nacionalismo de estados de bem-estar ocidentais já existentes impedindo o desenvolvimento de países subdesenvolvidos.
- Outras dificuldades de desenvolvimento nos países em desenvolvimento.
- Existência de países comunistas atuando como provocadores de revoluções.

## Publicações
- The Political Element in the Development of Economic Theory. (1930)
- Monetary Equilibrium (1931), translated to English in 1939
- The Cost of Living in Sweden, 1830–1930 (1933)
- Crisis in the Population Question (1934)
- Fiscal Policy in the Business Cycle. The American Economic Review, vol 21, no 1, Mar 1939.
- Population, a Problem for Democracy. Harvard University Press, 1940.
- Contact With America (1941)[10]
- An American Dilemma: The Negro Problem and Modern Democracy. Harper & Bros, 1944.
- Social Trends in America and Strategic Approaches to the Negro Problem. Phylon, Vol. 9, No. 3, 3rd Quarter, 1948.
- Conference of the British Sociological Association, 1953. II Opening Address: The Relation between Social Theory and Social Policy The British Journal of Sociology, Vol. 4, No. 3, Sept. 1953.
- An International Economy, Problems and Prospects. Harper & Brothers Publishers, 1956.
- Rich Lands and Poor. 1957.
- Economic Theory and Underdeveloped Regions, Gerald Duckworth, 1957.
- Value in Social Theory: A Selection of Essays on Methodology. Ed. Paul Streeten, published by Harper, 1958.
- Myrdal (1960). Beyond the Welfare State. [S.l.: s.n.]
- Challenge to Affluence. Random House, 1963.
- America and Vietnam – Transition, No. 3, Oct, 1967.
- Twenty Years of the United Nations Economic Commission for Europe. International Organization, Vol 22, No. 3, Summer, 1968.
- Asian Drama: An Inquiry into the Poverty of Nations, 1968.
- Objectivity in Social Research, 1969.
- The Challenge of World Poverty: A World Anti-Poverty Program in Outline. 1970.
- Against the Stream.
- Hur Styrs Landet?, 1982.
- Gunnar Myrdal on Population Policy in the Underdeveloped World – Population and Development Review, Vol 13, No. 3, Sept. 1987.
- The Equality Issue in World Development – The American Economic Review, vol 79, no 6, Dec 1989.